# Eleutherodactylus rufifemoralis
Eleutherodactylus rufifemoralis är en groddjursart som beskrevs av Noble och Hassler 1933. Eleutherodactylus rufifemoralis ingår i släktet Eleutherodactylus och familjen Eleutherodactylidae. IUCN kategoriserar arten globalt som akut hotad. Inga underarter finns listade i Catalogue of Life.